# 天の瞳
『天の瞳』（てんのひとみ）は、灰谷健次郎の最後の小説作品。幼年編1・2、少年編1・2、成長編1・2、あすなろ編1・2、最終話の全9冊で構成される。2000年から2002年にかけてテレビドラマ化もされた。
倫太郎、ミツル、青ポン、タケやんとその友達が、真剣に周りの人々とぶつかり、世の中のおかしいことを変えていく物語。周りの人とぶつかっていくうちに、色々なことを学び、人との関わり合いで色々と学び、発見し、相手も学ぶ。
読売新聞に掲載された新聞小説で、当初は新潮社から刊行されていたが、同社の写真週刊誌「FOCUS」が神戸連続児童殺傷事件の加害少年の写真を掲載したことに灰谷が抗議し、版権を引き揚げたため、その後は角川書店から刊行された。

## あらすじ

### 幼年編1
倫太郎は、倫叡保育園に行っている男の子。とんでもないいたずらをいつもいつもしていて、保育園の先生を困らせている。そんな倫太郎だが、実は鋭い感受性とやさしさを持った子だった。個性的な倫太郎たちは小学校の先生にはなかなか理解できず、先生たちは頭をかかえていた。2年生になってから、フランケンことミツルという転校生が倫太郎たちの仲間に入った。フランケンはいつも変な顔をし、みんなを笑わせていた。
だが、それを見た倫太郎のじいちゃんはなぞなぞを出した。「隣どうしにあるのに、絶対見えないものはなんや」じいちゃんはフランケンに何かを悟らせようとしていた。

## テレビドラマ
テレビ朝日系で放送。全3作。第1作は倫太郎の小学1年生の時、第2作は小学2年生の時、第3作は小学4年生の時を描いた。

### 放送日
- 2000年3月25日：天の瞳
- 2001年3月24日：天の瞳2
- 2002年12月19日：天の瞳3

### キャスト
- 小瀬倫太郎：浅田拓哉
- 小瀬芽衣：鈴木京香
- 小瀬宗次郎：赤井英和
- 小瀬直次郎：田中邦衛
- おふみばあさん：樹木希林
- 緑爽子：岡本麗（1・2）
- 田中則子：長谷川真弓
- ミツオ：森田直幸
- 大村ミツル：神野舜（2・3）

第1作
- 余貴美子
- 大島さと子
- 石田直也
- 高橋和也
- 灰谷健次郎

第2作
- 大村慧子：池脇千鶴
- 大村潤子：かとうかずこ
- 遠藤千鶴：小西美帆
- 石川教頭：綾田俊樹
- 宗次郎の同僚：桂ざこば
- サラリーマン：ベンガル

第3作
- 西牟田：古田新太
- アズサ：竹崎由佳
- リエ：河本佳奈
- キムラ緑子
- 江本理恵

### スタッフ
- 脚本：井上由美子
- 演出：猪原達三
- 音楽：宮川彬良